# Combres-sous-les-Côtes
Pour les articles homonymes, voir Combres et -sous-les-Côtes.
Combres-sous-les-Côtes est une commune française située dans le département de la Meuse, en région Grand Est.

## Géographie
La commune fait partie du parc naturel régional de Lorraine.
| Les Éparges           | Les Éparges            | Saulx-lès-Champlon |
| Saint-Remy-la-Calonne | Combres-sous-les-Côtes | Herbeuville        |
| Saint-Remy-la-Calonne | Herbeuville            | Herbeuville        |

### Hydrographie

#### Réseau hydrographique
La commune est dans le bassin versant du Rhin au sein du bassin Rhin-Meuse. Elle est drainée par le Longeau, le ruisseau Franoux et le ruisseau de la Noue,.
Le Longeau, d'une longueur de 37 km, prend sa source dans la commune de Hannonville-sous-les-Côtes et se jette  dans l'Yron à Friauville, après avoir traversé 16 communes.

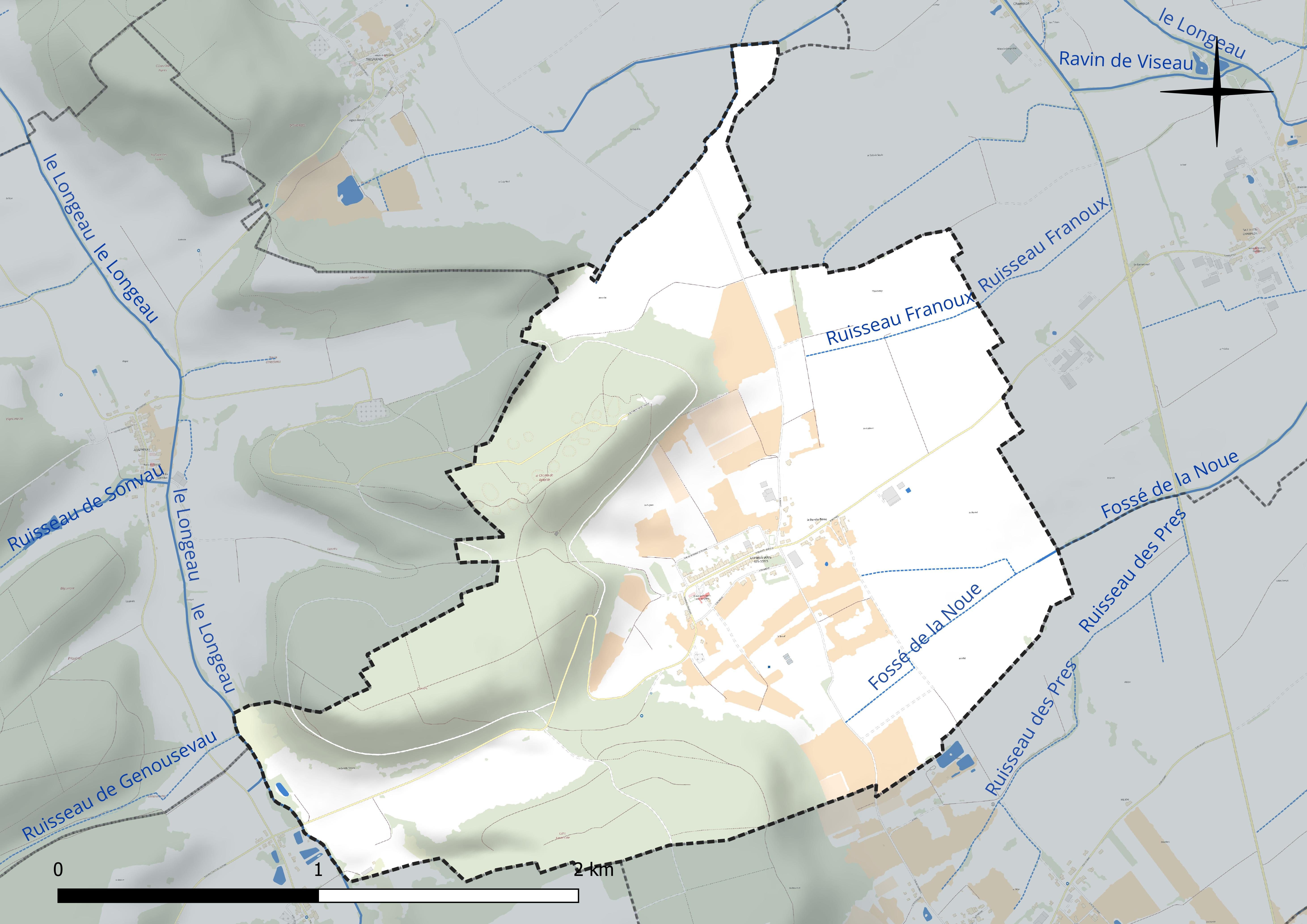
Réseau hydrographique de Combres-sous-les-Côtes.

#### Gestion et qualité des eaux
Le territoire communal est couvert par le schéma d'aménagement et de gestion des eaux (SAGE) « Bassin ferrifère ». Ce document de planification concerne le périmètre des anciennes galeries des mines de fer, des aquifères et des bassins versants hydrographiques associés qui s’étend sur 2 418 km2. Les bassins versants concernés sont celui de la Chiers en amont de la confluence avec l'Othain, et ses affluents (la Crusnes, la Pienne, l'Othain), celui de l'Orne et ses affluents et celui de la Fensch, le Veymerange, la Kiesel et les parties françaises du bassin versant de l'Alzette et de ses affluents (Kaylbach, ruisseau de Volmerange). Il a été approuvé le 27 mars 2015. La structure porteuse de l'élaboration et de la mise en œuvre est la région Grand Est.
La qualité des cours d’eau peut être consultée sur un site spécial géré par les agences de l’eau et l’Agence française pour la biodiversité.

### Climat
Pour des articles plus généraux, voir Climat du Grand Est et Climat de la Meuse.
En 2010, le climat de la commune est de type climat de montagne, selon une étude du Centre national de la recherche scientifique s'appuyant sur une série de données couvrant la période 1971-2000. En 2020, Météo-France publie une typologie des climats de la France métropolitaine dans laquelle la commune est exposée à un climat océanique altéré et est dans la région climatique Lorraine, plateau de Langres, Morvan, caractérisée par un hiver rude (1,5 °C), des vents modérés et des brouillards fréquents en automne et hiver.
Pour la période 1971-2000, la température annuelle moyenne est de 9,5 °C, avec une amplitude thermique annuelle de 16,1 °C. Le cumul annuel moyen de précipitations est de 901 mm, avec 13,8 jours de précipitations en janvier et 9,3 jours en juillet. Pour la période 1991-2020, la température moyenne annuelle observée sur la station météorologique de Météo-France la plus proche, « Bonzée_sapc », sur la commune de Bonzée à 5 km à vol d'oiseau, est de 10,6 °C et le cumul annuel moyen de précipitations est de 783,7 mm. 
La température maximale relevée sur cette station est de 40,6 °C, atteinte le 24 juillet 2019 ; la température minimale est de −17,3 °C, atteinte le 7 février 2012,,.
Les paramètres climatiques de la commune ont été estimés pour le milieu du siècle (2041-2070) selon différents scénarios d'émission de gaz à effet de serre à partir des nouvelles projections climatiques de référence DRIAS-2020. Ils sont consultables sur un site spécial publié par Météo-France en novembre 2022.

## Urbanisme

### Typologie
Au 1er janvier 2024, Combres-sous-les-Côtes est catégorisée commune rurale à habitat dispersé, selon la nouvelle grille communale de densité à sept niveaux définie par l'Insee en 2022.
Elle est située hors unité urbaine. Par ailleurs la commune fait partie de l'aire d'attraction de Verdun, dont elle est une commune de la couronne,. Cette aire, qui regroupe 103 communes, est catégorisée dans les aires de moins de 50 000 habitants,.

### Occupation des sols
L'occupation des sols de la commune, telle qu'elle ressort de la base de données européenne d’occupation biophysique des sols Corine Land Cover (CLC), est marquée par l'importance des territoires agricoles (61,2 % en 2018), une proportion identique à celle de 1990 (61,2 %). La répartition détaillée en 2018 est la suivante : 
terres arables (41,9 %), forêts (36,2 %), cultures permanentes (10,1 %), zones agricoles hétérogènes (5,1 %), prairies (4,1 %), zones humides intérieures (2,5 %). L'évolution de l’occupation des sols de la commune et de ses infrastructures peut être observée sur les différentes représentations cartographiques du territoire : la carte de Cassini (XVIIIe siècle), la carte d'état-major (1820-1866) et les cartes ou photos aériennes de l'IGN pour la période actuelle (1950 à aujourd'hui).

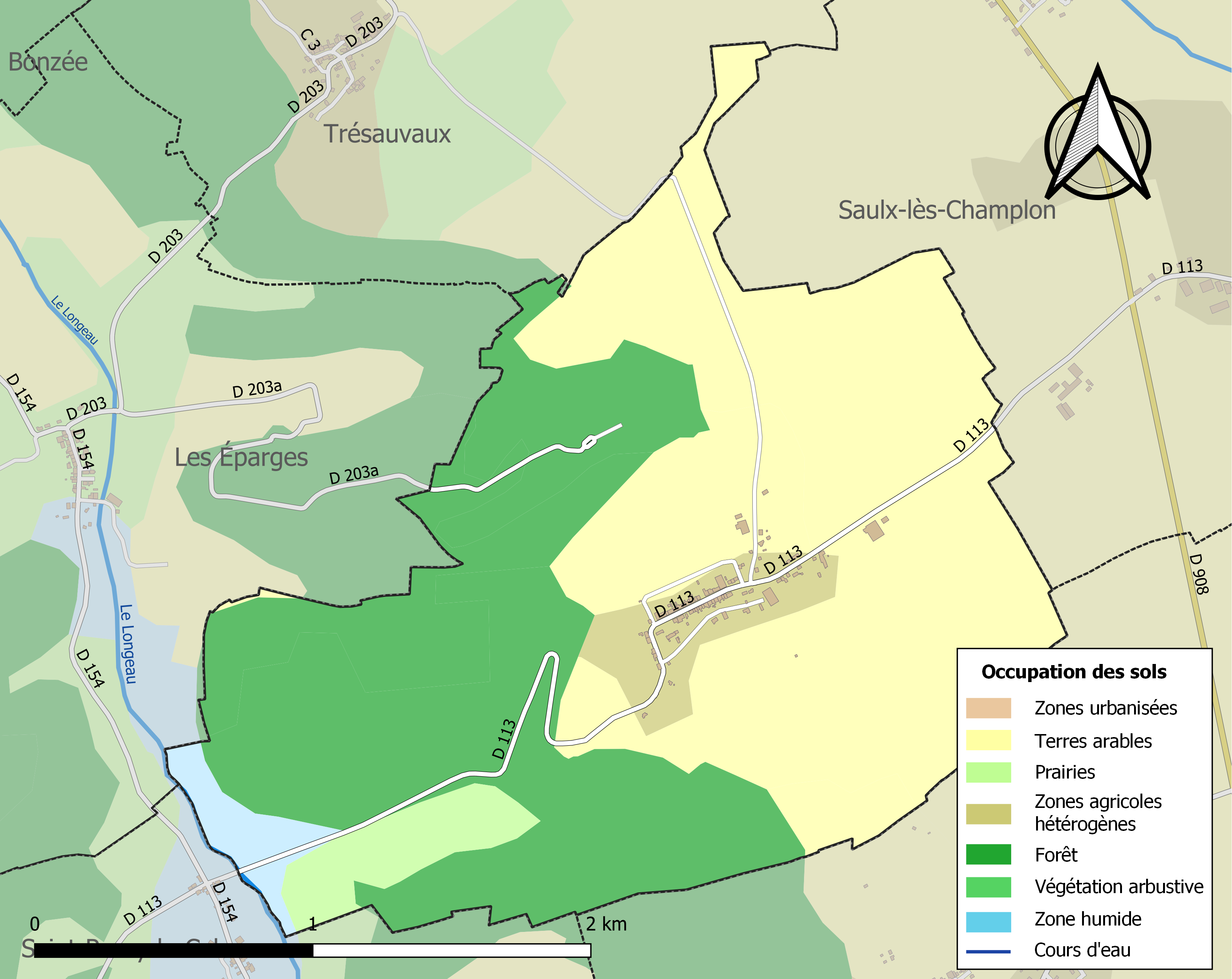
Carte des infrastructures et de l'occupation des sols de la commune en 2018 (CLC).

## Toponymie
Le nom de la localité est attesté sous les formes Commenias au IXe siècle ; Commanis en 973 ; Coumes en 1268.
Probablement du gaulois komboro passé en latin médiéval avec le sens « d'abattis d'arbres pour former un barrage à poisson sur un cours d'eau » (idem pour Combreux dans le Loiret).
Par arrêté préfectoral du 24.02.1922, Combres prend le nom de Combres-sous-les-Côtes pour les Côtes de Meuse, la localité est située au pied de la côte de Meuse.

## Histoire
Durant la Première Guerre mondiale, en décembre 1914, la ligne de front se situe dans la commune, elle est tenue par le 301e régiment d'infanterie. Le 1er janvier 1915, à minuit, l'armée allemande lance une attaque, les soldats atteignent la première ligne.

## Politique et administration

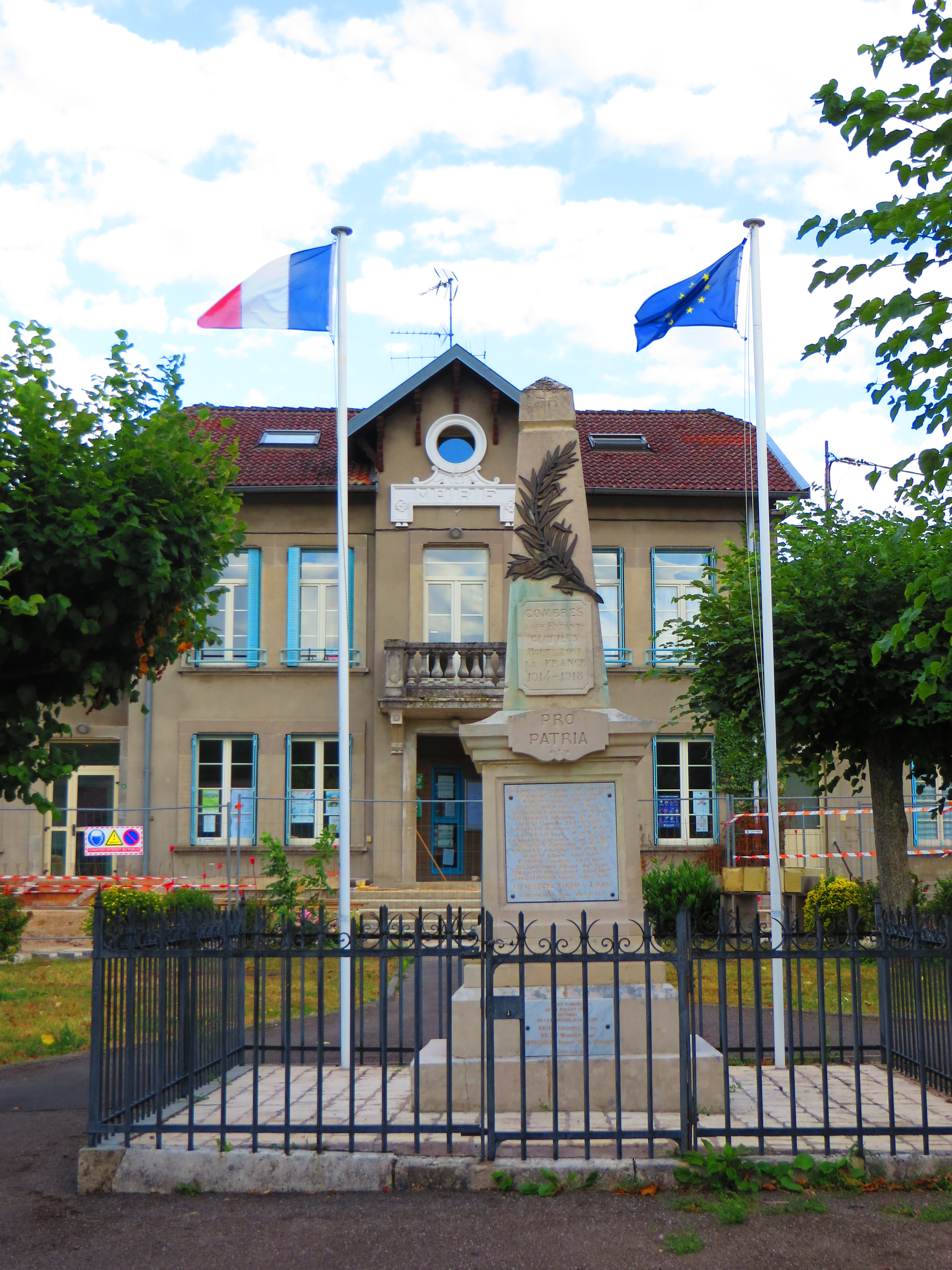
La mairie.

| Période                                  | Période   | Identité                | Étiquette | Qualité |
| ---------------------------------------- | --------- | ----------------------- | --------- | ------- |
| Les données manquantes sont à compléter. |           |                         |           |         |
| avant 1995                               | ?         | Michel Gueudar-Delahaye |           |         |
| mars 2001                                | mars 2014 | Jean-Louis Vialat       |           |         |
| mars 2014                                | mars 2020 | Blandine Fournier       |           |         |
| mai 2020                                 | En cours  | Cynthia Pector          |           |         |

## Population et société

### Démographie
L'évolution du nombre d'habitants est connue à travers les recensements de la population effectués dans la commune depuis 1793. Pour les communes de moins de 10 000 habitants, une enquête de recensement portant sur toute la population est réalisée tous les cinq ans, les populations de référence des années intermédiaires étant quant à elles estimées par interpolation ou extrapolation. Pour la commune, le premier recensement exhaustif entrant dans le cadre du nouveau dispositif a été réalisé en 2006.

En 2022, la commune comptait 108 habitants, en évolution de −8,47 % par rapport à 2016 (Meuse : −4,4 %, France hors Mayotte : +2,11 %).
| 1793 | 1800 | 1806 | 1821 | 1831 | 1836 | 1841 | 1846 | 1851 |
| ---- | ---- | ---- | ---- | ---- | ---- | ---- | ---- | ---- |
| 305  | 330  | 356  | 443  | 548  | 580  | 551  | 557  | 563  |

| 1856 | 1861 | 1866 | 1872 | 1876 | 1881 | 1886 | 1891 | 1896 |
| ---- | ---- | ---- | ---- | ---- | ---- | ---- | ---- | ---- |
| 495  | 506  | 508  | 488  | 463  | 466  | 441  | 445  | 420  |

| 1901 | 1906 | 1911 | 1921 | 1926 | 1931 | 1936 | 1946 | 1954 |
| ---- | ---- | ---- | ---- | ---- | ---- | ---- | ---- | ---- |
| 400  | 393  | 353  | 89   | 143  | 136  | 142  | 122  | 136  |

| 1962 | 1968 | 1975 | 1982 | 1990 | 1999 | 2006 | 2011 | 2016 |
| ---- | ---- | ---- | ---- | ---- | ---- | ---- | ---- | ---- |
| 120  | 110  | 95   | 103  | 114  | 119  | 107  | 117  | 118  |

| 2021 | 2022 | - | - | - | - | - | - | - |
| ---- | ---- | - | - | - | - | - | - | - |
| 112  | 108  | - | - | - | - | - | - | - |

## Culture locale et patrimoine

### Lieux et monuments
- L'église Saint-Étienne, origine XVIIe siècle, rebâtie en 1787, reconstruite en 1926.

### Décoration française
- Croix de guerre 1914-1918 : 18 mars 1921.

### Héraldique, logotype et devise
| Blason de Combres-sous-les-Côtes | Blason  | Coupé voûté : au 1) de sinople à une grappe de raisin d'or accostée de deux croisettes aux pieds fichés d'argent pommetées d'or ; au 2) de gueules à une étoile de dix rais d'or remplie de sable. Ornements extérieursSoutien sous l’écu : deux brins de bleuets d'azur tigés et feuillés de sinople passés en sautoir et ornés de coquelicots au naturel. Croix de guerre 1914-1918 |
| Blason de Combres-sous-les-Côtes | Détails | - Les bleuets et les coquelicots illustrent la rudesse des combats qui se sont déroulés sur le territoire de Combres, particulièrement de novembre 1914 à fin avril 1915, pour reprendre aux Allemands l'observatoire constitué par la butte surplombant les villages des Éparges et de Combres. - L’étoile d'or remplie de couleur noire sur le champ rouge représente les explosions souterraines et illustre le sacrifice de nombreux hommes des deux camps dans cette guerre des mines posées dans des galeries creusées par les sapeurs du Génie. Les habitants ont été pris en otages dès le début de l'invasion et ont subi la déportation en Allemagne. - Les boules des croisettes pommetées symbolisent les cailloux de la lapidation de Saint Étienne. L'église est sous le vocable de l'invention (la découverte des reliques) de Saint Étienne. Bâtie au XVIIe siècle, réhabilitée en 1787, détruite au cours de la grande guerre, elle a été reconstruite en 1926. - La grappe de raisin rappelle que jusqu'à la fin du XIXe siècle, le village vivait principalement de la vigne. En ce début du XXIe siècle, il est agréable de constater que la vigne prospère à nouveau sous les côtes de Combres. Création Robert A. Louis et Dominique Lacorde, adoptée le 09/04/2021, Madame Cynthia Pector étant maire. |